# Polyxena von Lobkowicz
Polyxena von Lobkowicz (1566 – Praag, 24 mei 1642) was een Tsjechische edelvrouwe die een belangrijke rol speelde rondom de Tweede Praagse Defenestratie.

## Biografie
Polyxena werd geboren als de dochter van de Boheemse Vratislav Pernstein en de Spaanse Maria Manrique de Lara y Mendoza. Via haar moeder kwam het wonderbeeld van het Kindje Jezus van Praag in Praag terecht. Polyxena schonk het beeldje later aan de Maria Victoriakerk in de stad. Ze trouwde in 1587 met Wilhelm von Rosenberg, die vijf jaar later overleed. In 1603 trouwde ze met Zdenko Adalbert Popel von Lobkowicz.
Bij de Tweede Praagse Defenestratie in 1618 gooiden Boheemse protestantse opstandelingen de katholieke keizerlijke vertegenwoordigers uit het raam van de Praagse burcht. Ze overleefden de val en zochten vervolgens hun toevlucht in het Paleis Lobkowicz waar ze door Polyxena werden beschermd.